# Bebelis lignosa
Bebelis lignosa là một loài bọ cánh cứng trong họ Cerambycidae.